# Biserica Enei
Biserica Enei (inițial Biserica Ienei) a fost un monument istoric din București, demolat în anul 1977. Edificiul, construit în anii 1720-1724 pe locul ctitoriei inițiale din lemn, din anul 1611, a fost primul dintr-o serie de 23 de lăcașuri de cult din București demolate în timpul regimului Nicolae Ceaușescu.
Biserica a fost demolată în zilele 28-30 aprilie 1977. Conform profesorului Radu Ștefănescu Biserica Ortodoxă Română a trimis cu câteva zile înainte o cerere de declasificare a lăcașului ca monument istoric, fapt care a înlesnit demolarea.
Numele unei străzi din București păstrează memoria locului.